# Kobo-chan
Kobo-chan (яп. コボちゃん Кобо-тян) — манга, автором которой является Масаси Уэда. Публиковалась издательством Коданся в японской и английской версиях. Также манга выпускалась на территории США.
Изначально главы манги начали публиковаться в новостном газете «Ёмиури симбун» с 1 апреля 1982 года, позже издательство Soyosha начало выпуск манги в книжном формате По состоянию на март 1999 года в «Ёмиури симбун» было опубликовано 6000 страниц манги.. А по состоянию на 22 октября 2003 года издательством Soyosha было опубликовано 60 томов манги. С 6 мая 2004 года манга начала публиковаться издательством Houbunsha, последний и 29 том был опубликован 7 июля 2014 года Манга публикуется по сей день. и входит в двадцатку длиннейших манг истории.
По мотивам манги студией Eiken был выпущен аниме-сериал, который транслировался по телеканалу Nippon Television с 19 октября 1992 года по 21 марта 1994 года. Всего выпущено 67 серий аниме. Сериал также транслировался на территории Индонезии.

## Сюжет
Сюжет разворачивается вокруг Кобо Табаты, мальчика из обыкновенной японской семьи. Его отец является офисным работником, мать — домохозяйка, которой помогают родители (бабушка и дедушка), присматривая за детьми и собакой. Также в семье живёт дядя Кобы, который работает учителем. Сюжет описывает обыденную жизнь членов семьи и курьёзные ситуации, в которые они попадают.

## Роли озвучивали
- Икуэ Отани — Кобо Табата
- Иссэй Футамата — Кодзи Табата
- Наоко Мацуи — Санаэ Табата
- Кохэй Мияути — Ивао Ямакава
- Норико Уэмура — Минэ Ямакава
- Тафурин — Такэо Омори
- Акико Ядзима — Сатоси Нохара
- Кёко Минами — Сатоси Нохара
- Тика Сакамото — Футоси
- Хинако Ёсино — Хироко
- Кадзуэ Икура — Сигэру
- Кёко Хиками — Акира/Сиракава
- Юри Сиратори — Ханако